# Sixième gauche
Sixième gauche est une série télévisée française en 50 épisodes de 26 minutes, créée par Akli Tadjer et Henri de Turenne et diffusée à partir du 2 juillet 1990, sur FR3.

## Origines
Ce feuilleton écrit par Akli Tadjer et Henri de Turenne a pour but de parler du racisme, lutter contre les idées préconçue grâce à l'humour.

## Synopsis
La série raconte l'histoire d'une famille d'immigrés algériens qui emménagent au même étage qu'une famille bourgeoise française, dans la banlieue de Gentilly. En étant de cultures différentes, les familles vont tisser des liens entre elles.

## Distribution
- Amidou: Saïd Ben Amar
- Nadia Samir: Djémila
- Chad Chenouga: Karim dit 'Mégot'
- Nadja Reski: Samia
- Pascal Jaubert: Kamel
- Chafia Boudraa: Malika
- Henri Serre: Jacques Villiers
- Corinne Lahaye: Jeanne Villiers
- Ariane Lorent: Sophie
- Fabien Chombart: Antoine
- Benjamin Fleurot : un journaliste